# Ilmendorf
Ilmendorf ist eine Ortschaft im Norden des oberbayerischen Landkreises Pfaffenhofen an der Ilm, die seit 1978 ein Gemeindeteil der Stadt Geisenfeld in der Hallertau ist. Der Ort hatte Ende 2024 653 Einwohner.

## Geographie
Das Kirchdorf Ilmendorf liegt etwa acht Kilometer nördlich des Stadtkerns von Geisenfeld, direkt neben der Bundesstraße 16 und hat 655 Einwohner. Das Dorf hat seinen Namen vom Fluss Ilm, der durch die Ortschaft fließt.

## Wirtschaft
Ilmendorf ist eine ländlich geprägte Ortschaft mit noch vorhandener bäuerlicher Struktur, jedoch auch Wohngebieten. Ein Industriegebiet liegt zwischen der Bundesstraße 16 und der Bahnstrecke Regensburg–Ingolstadt. Zum Bahnhof Vohburg, im Ortsteil Rockolding gelegen, sind es gut zwei Kilometer.

## Geschichte
Die erste urkundliche Erwähnung stammt aus dem Jahr 820.
Am 1. Januar 1978 wurde Ilmendorf mit seinem Ortsteil Einberg im Zuge der Gebietsreform in Bayern in die Stadt Geisenfeld eingegliedert.

## Sehenswürdigkeiten
- Expositurkirche St. Laurentius, erbaut um 1200

## Vereine
- Freiwillige Feuerwehr Ilmendorf (gegründet 1889)
- Sportverein Ilmendorf (gegründet 1976)
- Schützenverein Alpenrose Ilmendorf (gegründet 1906)
- Förderverein des Schützenverein Alpenrose Ilmendorf (gegründet 2006)
- Krieger- und Kameradenverein Ilmendorf (gegründet 1919)
- FC Bayern Fanclub Ilmendorf (gegründet 2017)